# Sylvain Orebi
Sylvain Orebi, né le 5 octobre 1956 au Caire, est un entrepreneur français, président-directeur général de Kusmi Tea. Il est engagé dans la promotion de l'entrepreneuriat, vice-président de la candidature française à l'Exposition universelle de 2025.

## Biographie
Sylvain Orebi est né le 5 octobre 1956 au Caire.

### Formation et débuts
Il est diplômé de l’École supérieure de commerce de Paris en 1980.
Sylvain Orebi commence sa carrière au sein du négociant Jean Lion & Cie.

### Entrepreneuriat
En 2001, il cofonde Orientis où il conduit notamment la définition des stratégies de développement organique et de croissance externe.
Il initie le rachat de la marque de thé Kusmi Tea en 2003,.
Sylvain Orebi s'engage dans la promotion de l'entrepreneuriat dans les médias, par le biais des business angel et mentor d'entrepreneurs.
Il participe à des manifestations de promotion ou groupes de travail nationaux :
- Vice-président d'EXPOFRANCE en novembre 2013[8].

- Coprésident, avec la députée Sophie Errante, du groupe de travail « Simplification »[9] du Plan d'action pour la croissance et la transformation des entreprises porté par le ministre de l'Économie et des Finances, Bruno Le Maire, et le secrétaire d'État auprès du ministre, Benjamin Griveaux. Les travaux du groupe de travail sont rendus en décembre 2017[10],[11].

## Distinction
- Lauréat du prix Mongolfier[12] en 2012 Commerce et transport[13].